# Grandeyrolles
Grandeyrolles é uma comuna francesa na região administrativa de Auvérnia-Ródano-Alpes, no departamento Puy-de-Dôme. Estende-se por uma área de 5,45 km². Em 2010 a comuna tinha 55 habitantes (densidade: 10,1 hab./km²).